# Luca Turilli

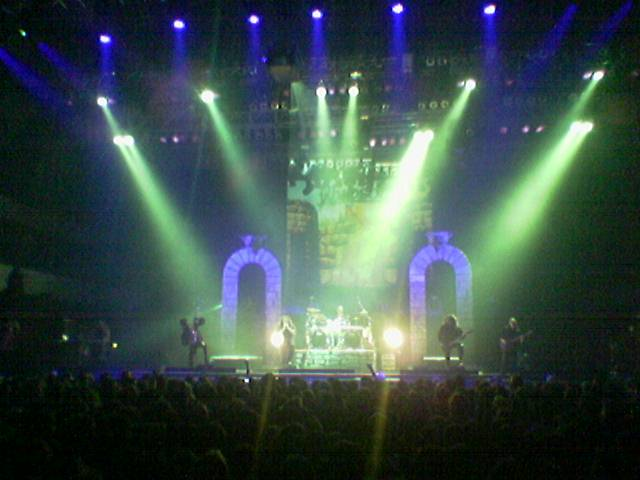
Grup original de Luca Turilli

Luca Turilli (Trieste, Itàlia, 5 de març de 1972) és un dels fundadors de la banda de Power Metal Rhapsody of Fire. Luca Turilli també ha treballat en una trilogia de discos de caràcter solista. El seu tercer àlbum, The Infinite Wonders of Creation va ser llançat al mercat el dia 26 de maig del 2006.

## Biografia
Turilli era fill únic de Luigi i Nelly el seu lloc de procedència era Trieste, a Itàlia. Va estudiar i es va graduar als 21 anys a un institut de matemàtiques a Trieste. A causa de la influència del seu pare, es va interessar en la música clàssica en la seva adolescència. El seu primer instrument va ser la flauta als 14 anys, després va aprendre a interpretar el piano i posteriorment la guitarra als 16 anys. El 1993, ell juntament amb el seu company i teclista Alex Staropoli, a qui va conèixer en un curs sobre el control de la ment, va fundar Thundercross, que va ser reanomenat Rhapsody després del llançament del seu primer demo Land Of immortals.

Actualment Rhapsody of Fire a causa de problemes legals, ja que l'altre nom ja es trobava registrat per RealNetworks.
Com molts guitarristes en el power metal, els seus solos són bastant tècnics. Demostra la seva capacitat amb tècniques anomenades Sweep-picking i Legato, abusant de la tríada i l'arpegi, basant-se en les seves influències clàssiques en unes sofisticades composicions per així proporcionar auntenticitat en la composició de la línia de primera guitarra, que li dona el seu toc especial i únic. No obstant això, Luca Turilli ha dit en entrevistes que es considera a si mateix més un compositor que un guitarrista. Arran d'això, s'ha encarregat de sempre prioritzar la composició musical, donant matisos preciosistes, arranjaments ben assolits i emotivitat a les seves últimes composicions, amb un talent evident que satisfà als seus fans i seguidors.

## Nou projecte Luca Turilli's Rhapsody
El 16 agost 2011 Rhapsody Of Fire va anunciar en el seu lloc oficial la sortida de Lucca Turilli, a través d'un text on rememoraven els llargs anys de treball junts. Poc temps després va ser creat el lloc que pertany a la nova banda de Luca Turilli, i en aquest, va ser publicada una entrevista en què Luca explicava tots els detalls sobre la separació de Rhapsody Of Fire i la seva nova banda que aviat es venia. En aquesta entrevista Luca va aclarir que Alex Staropoli i ell van acordar separar-se de manera amistosa i respectuosa, conservant l'amistat, pel fet que tots dos volien buscar nous estímuls artístics i musicals pel seu compte.
La nova banda de Luca Turilli es dirà "Luca Turilli s Rhapsody". D'acord amb el que va dir el mateix Luca en l'entrevista, Alex Staropoli i ell van acordar que tots dos havien de conservar el nom "Rhapsody" en honor dels llargs anys de treball i amistat hi ha la inversió econòmica que tots dos van fer perquè aquest nom fos cada vegada més forta en el mercat. D'aquesta manera tindrem dos Rhapsody: el Rhapsody Of Fire de sempre, amb Alex Staropoli i Fabio Lione al comandament, i el nou Rhapsody: Luca Turilli s Rhapsody (LT Rhapsody), amb Luca Turilli al comandament, i encara amb moltes dades per confirmar.
Actualment Luca Turilli treballa en el primer disc de Luca Turilli s Rhapsody, el qual està previst per ser llançat al juny de 2012. Luca va aclarir també que dona per finalitzada l'activitat del seu bandes en solitari, Luca Turilli i Luca Turilli's Dreamquest.

## Equip[2]
En els seus començaments amb Rhapsody (1994) Luca Turilli utilitzava guitarres Ibanez. Especialment el model Ibanez S 540 LTD (en color blau, vermell i fins i tot negre) amb cos de caoba, pal d'auró d'1 peça tipus "Wizard", diapasó de palorrosa de 22 trasts (tipus "Jumbo") amb incrustacions "dent de tauró "i el terme" custom made al trast 21; pont el-pro Edge i Edge de ibanez (sota llicència de patronatge Floyd Rose), i micròfons Ibanez Quantum (PAL: Humbucker IBZ QM1. CENTRAL: Single coil IBZ QMS1. PONT: Humbucker IBZ QM2) Actualment Turilli utilitza guitarres custom fabricades a mida pel Luthier francès Cristopher Capelli amb micròfons Seymour Duncan, cos de caoba, potenciòmetre de volum (sense potenciòmetre de to), pont flotant i incrustacions en el diapasó tipus "vaig venir inlay ". També consten guitarres acústiques Gibson i amplificadors Mesa Boogie. En la seva última gira el 2011 utilitza un amplificador ENGL, Powerball II juntament a unitats d'efectes en rack.

## Formació solista
- Luca Turilli-Guitarra, Teclat

- Sascha Paeth-Baix, Guitarra

- Michael Rodenberg-Teclat

- Olaf Hayer-Veu

- Bridget Fogle-Veu

- Robert Hunecke-Bateria

## Discografia
- Àlbums
  - 1999 - King of the Nordic Twilight
  - 2002 - Prophet of the Last Eclipsi
  - 2006 - The Infinite Wonders of Creation
  - 2006 - Luca Turilli's Dreamquest - Lost Horizons

- Senzills
  - 1999 - The Ancient Forest of Elves
  - 2002 - Demonheart
  - 2006 - Virus (senzill de Luca Turilli's Dreamquest)